# Comin' On with The Chet Baker Quintet
| Recensione | Giudizio |
| ---------- | -------- |
| AllMusic   |          |

Comin' On with The Chet Baker Quintet è un album a nome "The Chet Baker Quintet", pubblicato dalla casa discografica Prestige Records nell'aprile del 1967.

## Tracce

### LP
Lato A
1. Comin' On – 5:39 (musica: Richard Carpenter)
2. Stairway to the Stars – 4:42 (testo: Mitchell Parish – musica: Matty Malneck, Frank Signorelli)
3. No Fair Lady – 8:10 (musica: Jimmy Mundy)
4. When You're Gone – 4:04 (musica: J. J. Johnson)

Lato B
1. Choose Now – 5:47 (musica: Tadd Dameron)
2. Chabootie – 6:53 (musica: Richard Carpenter)
3. Carpsie's Groove – 6:34 (musica: Richard Carpenter, Sonny Stitt)

## Formazione
"The Chet Baker Quintet":
- Chet Baker – flicorno
- George Coleman – sassofono tenore
- Kirk Lightsey – pianoforte
- Herman Wright – contrabbasso
- Roy Brooks – batteria

Note aggiuntive
- Richard Carpenter – produttore
- Bob Porter – note retrocopertina album originale[3]